# Ambronite
Ambronite — питьевой заменитель еды, предназначенный для удовлетворения дневных потребностей человеческого организма. Продукт сделан из 20 органических ингредиентов, таких как: ягоды, орехи, семена и шпинат. Представляет собой порошок, который перед употреблением в пищу смешивают с водой. Название Ambronite основано на греческом слове «амброзия», что в переводе значит «пища богов».

## История
Ambronite был разработан в Финляндии с целью обеспечить человека всеми необходимыми питательными веществами, при этом не затрачивая время на приготовление еды. Также продукт позиционируется как первый в мире органический питьевой заменитель еды. Коммерческий успех Ambronite был достигнут, после того, как проект был вставлен на краудфандинг Indiegogo. Он собрал необходимые 50000 дол. США за одну неделю. Всего же на проект было пожертвовано более 100000 дол. США. Первые серийные поставки Amronite v1 начались в начале октября 2014 года и закончились в декабре 2014. В начале 2015 года был выпущен Ambronite v2, в который был добавлен овес, что способствовало лучшей растворимости продукта в воде. В июне 2015 года был выпущен Ambronite v3, в который, для улучшения вкуса, производитель добавил льняное семя и убрал грецкие орехи. В феврале 2016 года была выпущена четвёртая версия Ambronite. У неё, благодаря большему количеству ягод, был более сладкий вкус. В октябре 2016 года был выпущен Ambronite v5, в который для улучшения вкуса был добавлен сироп агавы.

## Содержание питательных веществ
В одной упаковке Ambronite содержится примерно 500 ккал, большое количество витаминов, 14 основных минералов и Омега-3. В продукте содержится 40 % — углеводов, 36 % — жиров, 24 % — белков.

## Обсуждение
Известный американский журнал Wired высоко оценил Ambronite за использование органических ингредиентов без добавок и консервантов. В то же время была отмечена слишком высокая стоимость продукта. В итоге, он получил оценку 6/10.

### Похожие продукты
- Сойлент
- Huel
- Ensure
- SlimFast[англ.]